# Proleonhardella tarensis
Proleonhardella tarensis – gatunek chrząszcza z rodziny grzybinkowatych i podrodziny zyzkowatych. Endemiczny dla serbskiej części Gór Dynarskich.

## Taksonomia
Gatunek ten opisany został po raz pierwszy w 2021 roku przez Srećkę Ćurčicia i Dragana Pavićevicia na łamach „European Journal of Taxonomy”. Jako lokalizację typową wskazano górę Tara w Kaluđerskim Bare w gminie Bajina Bašta na zachodzie Serbii. Epitet gatunkowy pochodzi od tejże lokalizacji.
W obrębie rodzaju P. tarensis umieszczona została w podrodzaju nominatywnym. Jako przypuszczalnie najbliżej spokrewnione z nią gatunki wymienia się bałkańskie P. hirtella, P. neumanni oraz P. weiratheri.

## Morfologia
Chrząszcz o stosunkowo wydłużonym, owalnym w zarysie, błyszcząco rudobrązowym, żółto owłosionym, delikatnie punktowanym ciele osiągającym od 2,2 do 2,3 mm w przypadku samców i około 2,4 mm w przypadku samic.
Krótka, niewiele dłuższa niż szeroka, całkowicie bezoka głowa ma wykształcone żeberko potyliczne, sterczące owłosienie i mikrorzeźbę w postaci siateczki o małych, izodiametrycznych oczkach. Długie i cienkie, ku szczytom rozszerzające się i rozpłaszczające czułki mają człon drugi dłuższy niż poprzedni, człony od trzeciego do szóstego wąskie i drobne, człon siódmy odwrotnie podługowato-jajowaty, człon ósmy o połowę od niego krótszy, owalny u samców i kulisty u samic, człony dziewiąty i dziesiąty nieco dłuższe niż szerokie i ku szczytom rozszerzone, a człon ostatni jajowaty.
Niemal dwukrotnie szersze niż dłuższe, najszersze przed nasadą, a u nasady około dwukrotnie szersze niż na przedniej krawędzi przedplecze ma nieco wypukły brzeg przedni, wydatne i wyokrąglone kąty przednie, łukowate brzegi boczne z prawie równoległymi odcinkami przednasadowymi, wydatne, ostre i ku tyłowi skierowane kąty tylne oraz prawie prosty brzeg tylny.  Owłosienie przedplecza jest pokładające się, a mikrorzeźba ma formę izodiametrycznej siateczki o dużych oczkach. Trójkątna tarczka ma niewielkie wymiary. Ponad dwuipółkrotnie od przedplecza dłuższe, w zarysie podługowato-jajowate pokrywy mają zaokrąglony szczyt oraz podobne tym na przedpleczu owłosienie i mikrorzeźbę. Brak jest na nich rzędów przytarczkowych. Śródpiersie cechuje się wysokim i zaopatrzonym w ząbek wierzchołkowy żeberkiem o wypukłym brzegu przednim i prostym tylnym. Długie i cienkie odnóża pokrywa owłosienie, a po bokach goleni ponadto obecnych jest kilka kolców. Przednia para odnóży ma czteroczłonowe, u samca rozszerzone stopy.

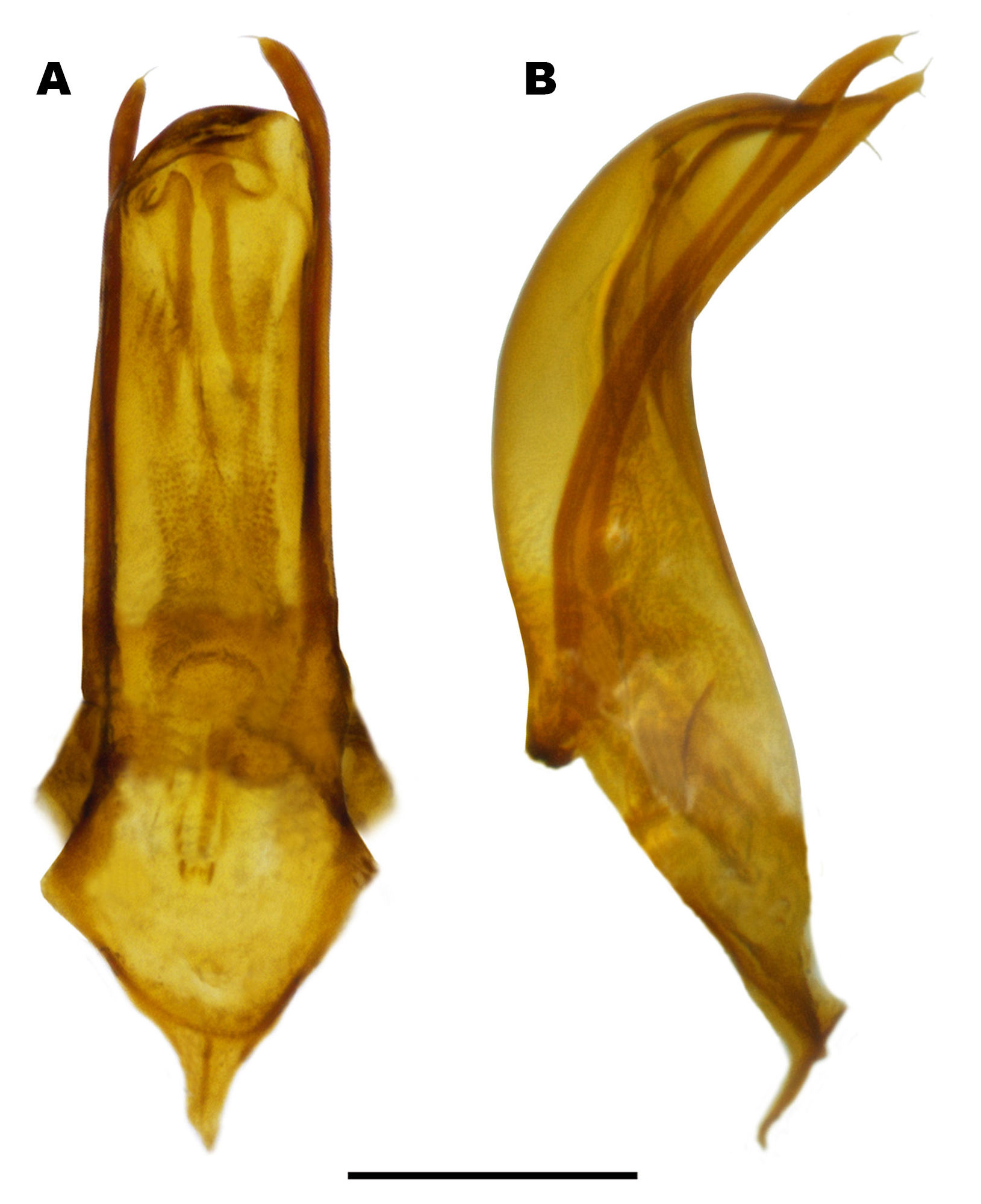
Edeagus

Odwłok ma całkowicie zasłonięte przez pokrywy pygidium. U samicy ósmy jego sternit jest duży, szerszy niż dłuższy i opatrzony wąskim wyrostkiem przednim. Genitalia samicy mają małą, haczykowatą z niemal kulistym wierzchołkiem spermatekę oraz wydłużone, wyprostowane gonostyliki z trzema szczecinkami wewnętrznymi, jedną zewnętrzną i jedną szczytową. Genitalia samca cechują się edeagusem o dużej i zaopatrzonej w prawie trójkątny wyrostek bazalny nabrzmiałości nasadowej oraz długim i cienkim, w widoku bocznym dystalnie bardziej zakrzywionym niż proksymalnie płacie środkowym z bokami prawie równoległymi, po czym przedwierzchołkowo lekko rozszerzonym, a następnie zwężonym ku trójkątnemu szczytowi. Paramery są dłuższe od płata środkowego, cienkie, lekko u nasady zakrzywione, odsiebnie dość proste, przedwierzchołkowo rozszerzone i dalej zwężone ku skierowanym dowewnętrznie i odgiętym dobrzusznie wierzchołkom.

## Ekologia i występowanie

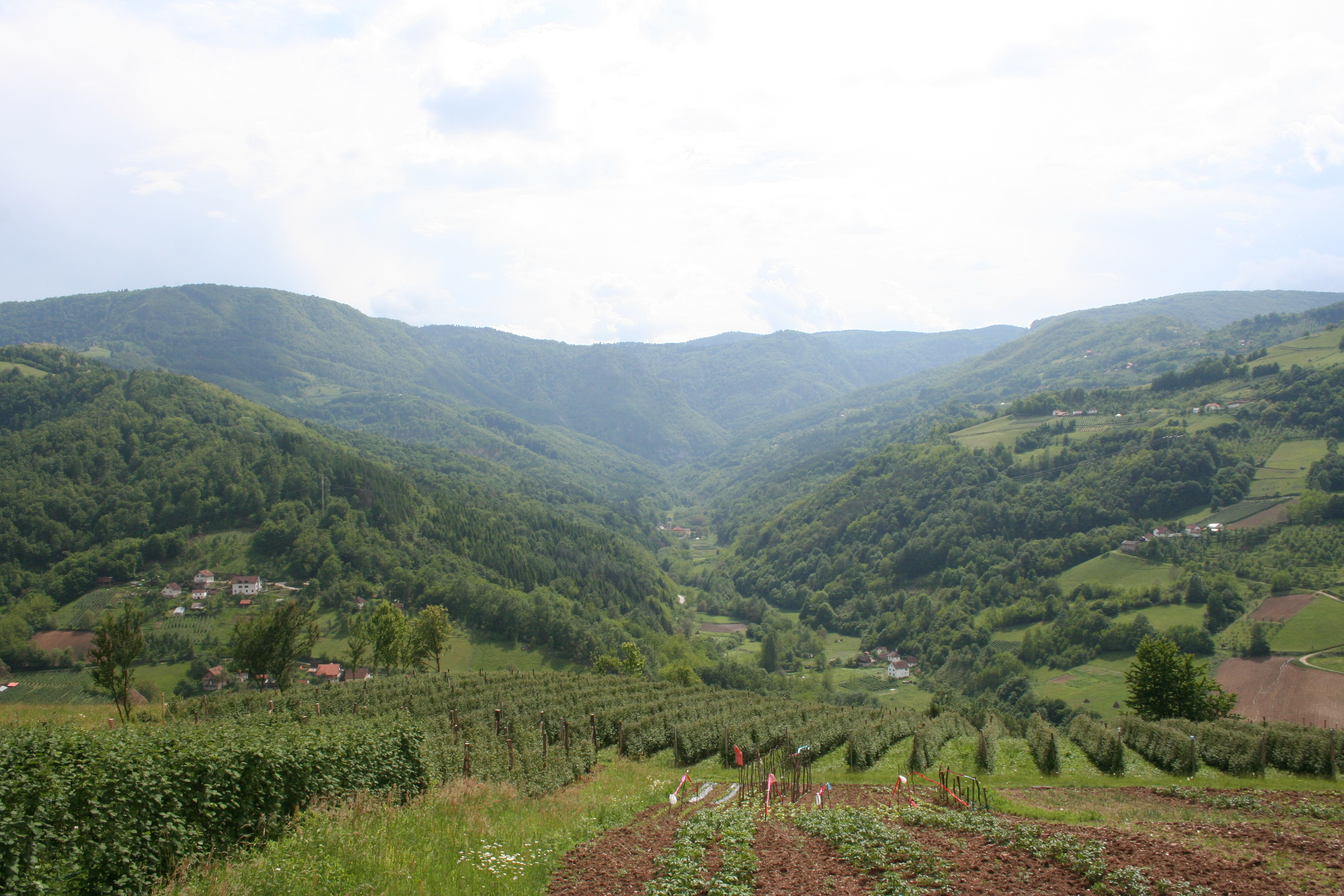
Tara – miejsce typowe

Gatunek palearktyczny, endemiczny dla serbskiej części Gór Dynarskich, znany tylko z dwóch jaskiń w górze Tara w gminie Bajina Bašta. Troglobiont spotykany w głębokich partiach położonych wśród lasów iglastych jaskiń na wysokości od 860 do 1080 m n.p.m.